# Joaquim Marques Lisboa
Joaquim Marques Lisboa, Marquês de Tamandaré (Rio Grande, 13 de dezembro de 1807 – Rio de Janeiro, 20 de março de 1897) foi um militar da Armada Imperial Brasileira, na qual atingiu o posto de almirante. Ao longo da sua carreira, que durou quase 60 anos, participou na Guerra da Independência do Brasil, nos conflitos internos subsequentes no Período Regencial, e mais tarde nas guerras do Prata e do Paraguai. Pelos serviços prestados a sua pátria, foi feito marquês e, mais tarde, foi escolhido como Patrono da Marinha do Brasil. Seu nome se encontra no Livro dos Heróis da Pátria.

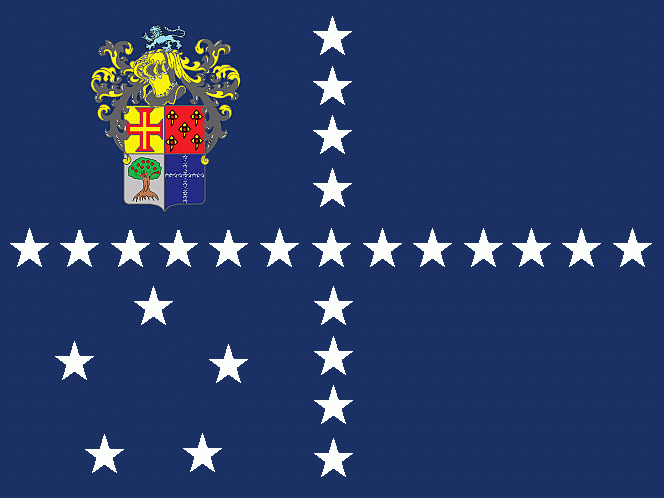
Bandeira oficial do Patrono da Marinha do Brasil.

Voluntário desde os 15 anos, Tamandaré destacou-se desde jovem pelos seus feitos notáveis. Numa ocasião, salvou prisioneiros brasileiros do cativeiro argentino, tomando com eles o navio inimigo que os transportava; participou em vários combates no mar e portou-se como cavalheiro nas vitórias; realizou dois salvamentos importantes, o de tripulantes e passageiros do navio Ocean Monarch (que se incendiara) e o da nau Vasco da Gama, desarvorada numa tempestade na entrada da barra do Rio de Janeiro.
No decorrer da sua vida, o Brasil passou de Colônia de Portugal a Reino Unido, depois a Império e, em 1889, a República. Tamandaré participou em vários conflitos que poderiam ter fracionado o território nacional e vivenciou muitas crises políticas, como a Guerra da Independência do Brasil, na qual perseguiu a esquadra portuguesa quase até à embocadura do Tejo, e a Guerra da Cisplatina, na qual se destacou de tal maneira que, com apenas 19 anos, foi nomeado pela primeira vez comandante de um navio. No plano internacional, foi comandante das forças navais brasileiras na intervenção no Uruguai, onde até como diplomata serviu. Mais tarde, comandou como almirante as forças navais da aliança durante a Guerra do Paraguai em operações na bacia do Rio da Prata em apoio às restantes forças, como na Batalha do Passo da Pátria.
Quando da Proclamação da República do Brasil, no dia 15 de novembro de 1889, Tamandaré posicionou-se do lado do Imperador Pedro II e solicitou permissão para lançar um contragolpe, mas o imperador não permitiu. Dois meses depois, no dia 20 de janeiro de 1890, Tamandaré reformou-se com o posto de Almirante, depois de quase 60 anos ao serviço da Marinha do Brasil e da sua pátria. É hoje o patrono da Marinha do Brasil, armada que já batizou vários navios em homenagem ao seu ilustre marinheiro.

## Vida pessoal e família

### Primeiros anos e juventude

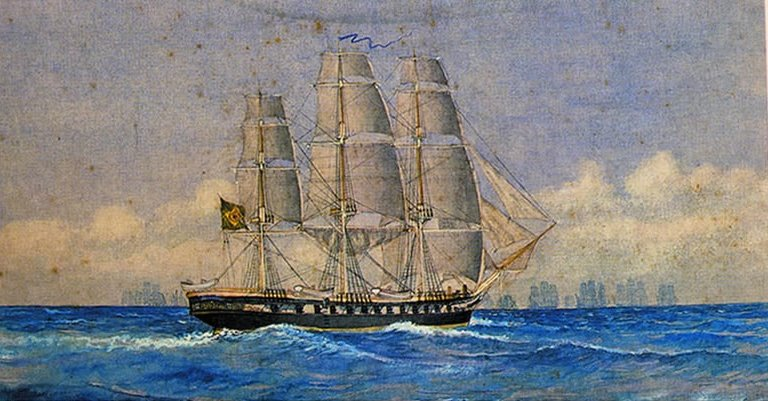
Fragata Niterói da Armada Imperial Brasileira, perseguindo a Armada Portuguesa que se retira da Bahia (aquarela do vice-almirante Trajano Augusto de Carvalho).

Joaquim Marques Lisboa era filho do português Francisco Marques Lisboa e de sua esposa Eufrásia Joaquina de Azevedo Lima, gaúcha nascida em Viamão. Era o décimo filho da numerosa prole do casal, sendo um de seus irmãos Henrique Marques de Oliveira Lisboa que, no posto de tenente-coronel, combateu os Farroupilhas em Laguna. Marques Lisboa nasceu num meio que lhe seria muito propício à vida relacionada com as lides marinheiras. Bastante jovem, em 1813, e em companhia dos pais, faria a sua primeira viagem por mar, para o Rio de Janeiro, onde, após o regresso de seu pai, ficou aos cuidados de sua irmã, Maria Eufrásia, e do marido dela, José Antônio Lisboa, até a conclusão do curso primário, no colégio do Professor Carvalho.
Aos 13 anos, Joaquim regressou à terra natal no mesmo barco em que fora para a Corte. Em 1821, num dos veleiros do pai e agora sozinho, retornou à Corte para dar prosseguimento aos seus estudos, quando teve a chance do contato ainda mais próximo com as lides marinheiras, auxiliando o capitão da embarcação durante toda a viagem. Ainda adolescente, mesmo tendo de vencer a enorme resistência de seu pai, passou a trabalhar no sentido de convencê-lo a que pudesse atender ao esforço de guerra que partira do Imperador. Em 1822, após muita insistência, a 22 de novembro, Francisco requereu para seu filho a honra de servir, na esquadra que se preparava para lutar nas Guerras de Independência, contra as forças portuguesas estacionadas na Bahia. Deferido seu requerimento em 4 de março de 1823, o jovem Joaquim iniciou sua carreira na incipiente Marinha como voluntário da Armada Imperial Brasileira, ainda em formação, a bordo da fragata Niterói sob o comando de John Taylor. Sob a liderança de Taylor, numa ação solitária que durou quase um ano, a Niterói perseguiu a Armada Portuguesa até o estuário do Tejo, junto a Lisboa, surpreendendo os portugueses e aprisionando 19 navios.
A 9 de novembro, a fragata chegou a Salvador, sendo Joaquim elogiado pelo seu comandante como estando apto para as funções de bordo. A 19 de janeiro de 1824, foi determinada, por decreto, a matrícula do voluntário Joaquim na Academia Imperial da Marinha; naquela instituição, estudou matemática, aparelhos, manobras e outras disciplinas. Após saber que uma força naval seria enviada para Pernambuco, solicitou ao Almirante Cochrane o seu embarque. O almirante enviou o pedido do jovem ao Ministro da Marinha, que foi recusado; assim, Cochrane seguiu com o seu pedido para o Imperador, numa petição que atestava a capacidade do jovem voluntário. Com efeito, uma resolução imperial de 27 de julho de 1824 determinaria que o voluntário Joaquim Marques Lisboa deveria embarcar. Após 146 dias de curso, deixou a Academia, apresentou-se no gabinete do Ministro e, depois, embarcou.

### Família
A transferência da família Marques Lisboa para a povoação de Rio Grande ocorreu em 1800. Francisco Marques Lisboa possuía propriedades na cidade de São Pedro do Rio Grande e na antiga vila e atual município de São José do Norte, separada de Rio Grande pelo canal que liga a Lagoa dos Patos ao Oceano Atlântico onde, a princípio, dedicou-se ao comércio, que começava a crescer como atividade básica da povoação. Primeiro por iniciativa de um grupo de comerciantes e depois com reconhecimento oficial, organizou e dirigiu um serviço de praticagem e salvamento de navios, chegando a desempenhar as funções de patrão-mor e prático da Barra do Rio Grande. Muito se tem discutido se o futuro almirante teria nascido não em Rio Grande, mas na vila vizinha de São José do Norte. À medida que sua projeção crescia no cenário nacional, exacerbava-se a polêmica, com cada uma das localidades almejando ser a terra natal de Marques Lisboa. Sem a existência cabal de uma certidão de nascimento, acredita-se que ele tenha nascido em Rio Grande, pois, em dezembro de 1883, a Câmara de Vereadores de Rio Grande enviou a Tamandaré um telegrama congratulando o Imperador pelo restabelecimento de sua saúde. Em seu despacho telegráfico de resposta, Tamandaré aproveitou a oportunidade para saudar a Câmara Municipal do lugar de seu nascimento, declarando, oficialmente, ser essa a cidade em que nasceu.
Tamandaré casou-se com uma sobrinha e companheira de infância que tinha quase a sua idade, Maria Eufrásia. O casamento aconteceu na Igreja de Nossa Senhora da Glória do Outeiro, em 19 de fevereiro de 1839, no Rio de Janeiro, dando origem a uma família de seis filhos, sendo três homens e três mulheres.

### Origem de seu título

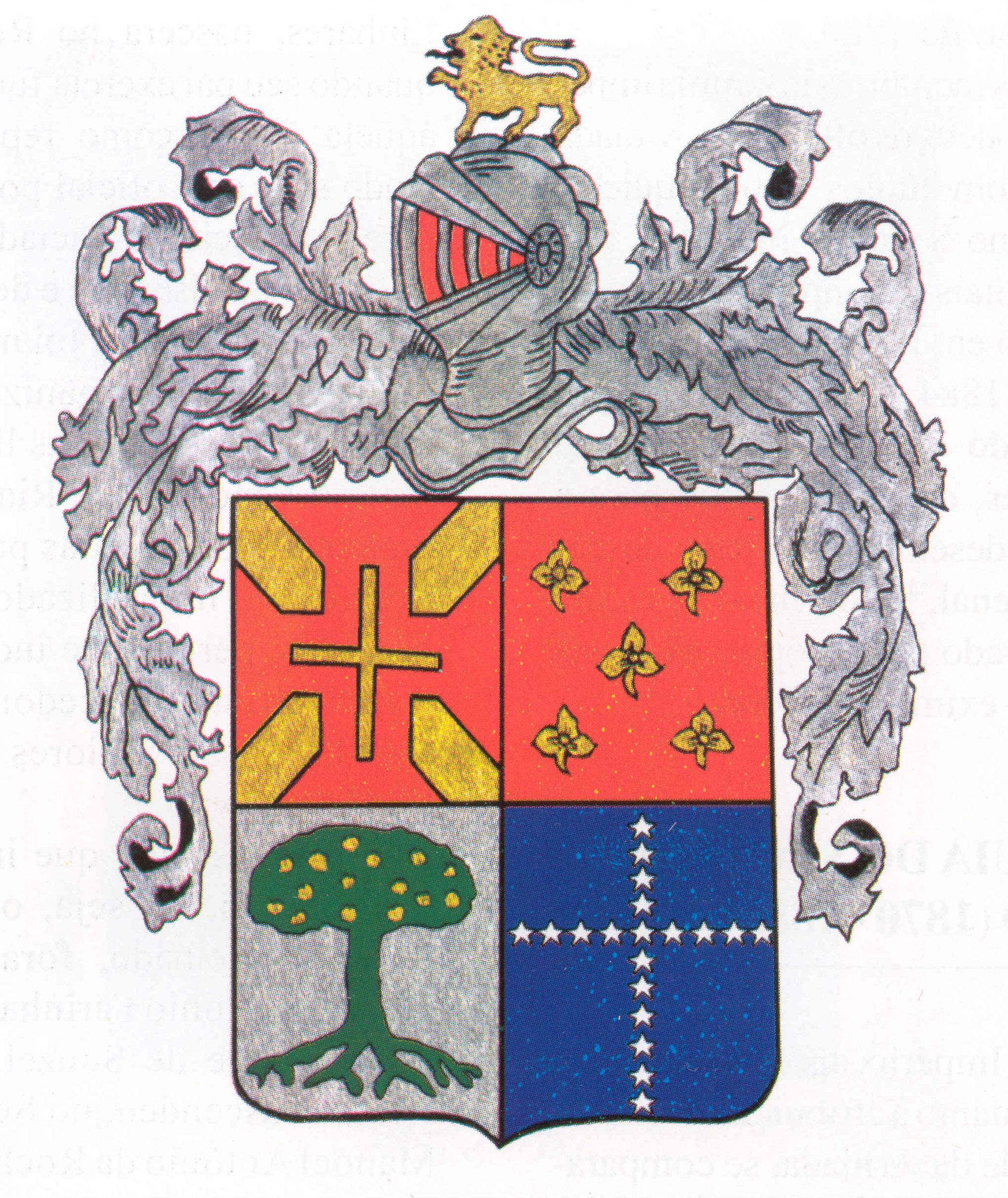
Brasão d'Armas do Marquês de Tamandaré.

Em 1824, seu irmão mais velho, Manoel Marques Lisboa, pegara em armas na defesa de um porto, pelos revoltosos da Confederação do Equador, contrária ao Império nascente. Num confronto com tropas legalistas, Manoel foi mortalmente ferido. Nesse porto (a vila de Tamandaré), durante a visita do Imperador D. Pedro II ao Nordeste, Joaquim Marques Lisboa solicitou ao imperador a possibilidade de trasladar para o Rio de Janeiro os restos mortais de seu irmão Manoel, que se encontravam no cemitério da Vila de Tamandaré. D. Pedro concordou. Mais tarde, em 1860, quando se pretendeu conferir a Marques Lisboa um título nobiliárquico, D. Pedro, ao lembrar do ocorrido em Tamandaré, deu-lhe o título de Barão de Tamandaré, em memória de seu irmão que tombara em luta, e do lugar que fora para ele muito importante.

## Campanhas
Em 1825, durante a Guerra da Cisplatina (1825–1828) — em que as Províncias Unidas do Rio da Prata pretendiam anexar a Província Cisplatina, então pertencente ao Império do Brasil —, Tamandaré, como tenente, destacou-se em muitos combates pela sua capacidade estratégica. Participou da Guerra do Prata, em 1851, na passagem do Tonelero e, em 1864, assumiu o cargo de comandante das operações navais brasileiras; durante a Guerra do Paraguai (1864–1870), coube a Marques Lisboa o comando das forças navais no início do conflito, tendo estabelecido o bloqueio naval. Na Batalha Naval do Riachuelo (11 de junho de 1865), Francisco Manuel Barroso da Silva, por ele designado para comandar as divisões em operação no Rio Paraná, obteve a vitória que mudou o curso da guerra em favor da Tríplice Aliança. Em 1866, Marques Lisboa comandou a operação militar do Passo da Pátria num desembarque bem-sucedido de tropas de grande envergadura e assim, com o apoio naval na conquista das fortificações do rio Paraguai, impediu o avanço aliado.

## Carreira militar

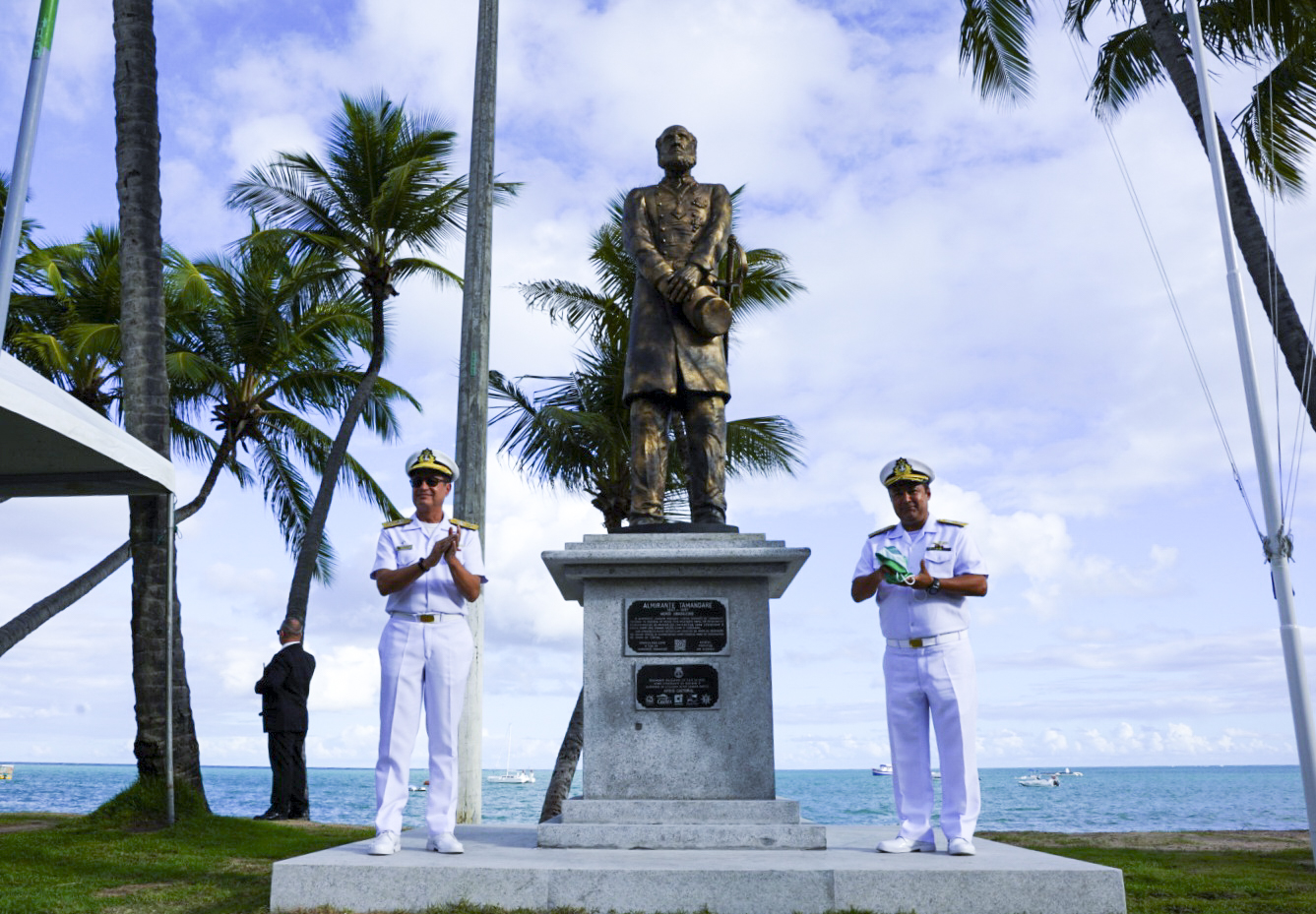
Estátua do Marquês De Tamandaré na orla de Maceió (AL).

Seu despertar para a vida no mar se deu após uma viagem sozinho ao Rio de Janeiro a bordo de um navio da companhia de seu pai, na qual desempenhou o papel de piloto, auxiliando o capitão nos ofícios do mar. Na época, a política fervilhava num caldeirão, dando chance ao jovem rapaz de se alistar como voluntário e iniciar sua jornada na Armada Nacional, que o levaria até o mais alto posto da hierarquia naval. Mudanças políticas se iniciaram no Reino do Brasil com o retorno do Rei D. João VI para Portugal, deixando seu filho, o Príncipe Regente D. Pedro, em solo brasileiro para governar em nome da coroa. Porém, incomodado com as decisões tomadas pelas Cortes de Lisboa, D. Pedro resolveu desobedecê-las, contribuindo assim para a separação política com a proclamação da Independência do Brasil e fazendo-se coroar como seu Imperador Constitucional e Defensor Perpétuo, com o título de D. Pedro I. As tropas portuguesas que estavam sediadas na Bahia não aceitaram a independência brasileira, e resolveram reagir no dia 7 de setembro de 1822. Isto levou a que o governo imperial recrutasse voluntários para a marinha brasileira que estava a construir; entre os voluntários, encontrava-se Joaquim Marques Lisboa, na época um jovem de 15 anos.
Como voluntário a bordo da Niterói, tomou parte em várias manobras navais, estando presente na força naval quando perseguiu os portugueses em fuga, apresando 19 navios inimigos e levando a bandeira imperial até quase à embocadura do Tejo, a bordo da fragata Niterói.

### Ingresso na Academia Imperial da Marinha

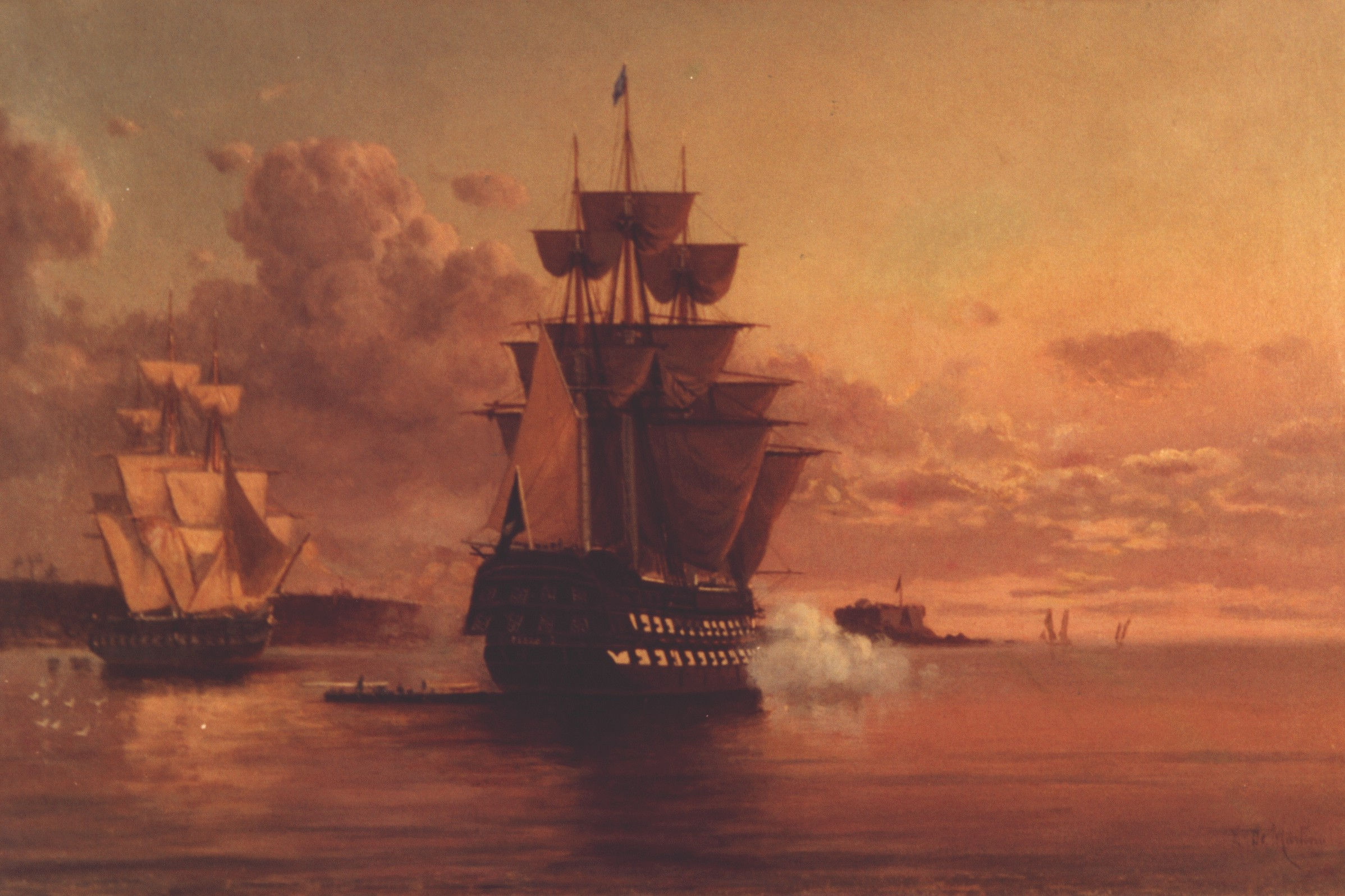
Nau Pedro I (ao centro). capitânia da Armada.

Ao retornar da importante missão de que fora incumbida a fragata Niterói, Marques Lisboa foi matriculado em 1824 na Academia Imperial de Marinha, no Rio de Janeiro. Mal refeitos dos desgastes das Guerras de Independência, alguns navios seguiram para Pernambuco para debelar a revolução chefiada por Manoel de Carvalho Paes de Andrade, cujo objetivo era reunir as várias Províncias do Nordeste a proclamar a República e constituir a Confederação do Equador. Assim que soube que em breve uma divisão naval seguiria para o Norte, Marques Lisboa (então com 16 anos) solicitou ao Almirante Cochrane seu embarque em um dos navios que comporiam a referida divisão. Apesar da recusa do ministro Francisco Vilela Barbosa, pelo fato de Marques Lisboa ainda não ter o curso da Academia Naval, Cochrane não se deixou abater e levou tal solicitação diretamente ao Imperador, a quem fez questão de apresentar o jovem Joaquim, com as seguintes palavras: "Este, Senhor, será o Nelson brasileiro".
Com tais argumentos, chegaria à Academia um documento imperial nomeando o voluntário Joaquim Marques Lisboa para embarcar a bordo do Capitânia da Esquadra, a Nau Pedro I. Assim, o jovem voluntário deixou a Academia, para onde nunca mais retornaria. No dia 2 de agosto, Marques Lisboa zarpava a bordo da nau. Tendo os revoltosos sido silenciados, a frota continuou na região apagando outros possíveis focos de revolução. Joaquim desempenhou com esmero todas as missões que lhe foram incumbidas, retornando, após mais de um ano, ao Rio de Janeiro.

### Guerra da Cisplatina
A partir de 1825, já na Campanha Cisplatina (1825 a 1828), o jovem Joaquim participou de seu primeiro conflito na região platina, embarcado na canhoneira Leal Paulista. Participou no Combate de Corrales, em maio de 1826. Mais tarde, no mesmo ano retornou para a fragata Niterói, atuando no bloqueio dos portos de Buenos Aires e Montevidéu e destacou-se de tal forma ao longo dos combates que se seguiram que, a 31 de julho de 1826, foi designado para comandar a escuna Constança. Vale a pena ressaltar que possuía apenas 19 anos na data da designação.
Depois de uma malfadada investida por terra contra a vila de Carmen de Patagones, na tentativa de controlar a entrada do Rio Negro, voltou à luta no Estuário do Prata, embarcado na fragata Príncipe Imperial, a capitânia da divisão naval encarregada do serviço de comboio de 18 navios mercantes. Participaria também do salvamento de 280 companheiros da corveta Duquesa de Goiás, que encalhara e se partira ao meio. A expedição à Patagônia não teve êxito, com a perda de navios e vidas e a prisão de muitos brasileiros, inclusive dele próprio, junto a 93 homens. Contudo, o inimigo argentino não contava com o comando e astúcia do jovem oficial, que, auxiliado por seu imediato da Constança, planejou e executou a tomada do comando do navio-prisão. A escolta que os acompanhava não percebeu que a tripulação havia tombado para os brasileiros até que esses, em manobra ousada, fizeram vela e navegaram, em fuga, para Montevidéu, onde chegaram em agosto de 1827, embarcando na corveta Maceió e partindo para nova expedição à Patagônia; contudo, ela naufragaria antes de chegar ao destino. Joaquim foi promovido a primeiro-tenente no dia 12 de outubro de 1827 e, com vinte anos, assumiu o comando da escuna Bela Maria, com ela travando intenso combate de artilharia, que culminaria com o aprisionamento do navio argentino Ocho de Febrero, vencendo-o, demonstrando o seu espírito humanitário para com o inimigo, o que lhe valeu o reconhecimento dos vencidos. Após o final da guerra, ainda passou mais dois anos em águas do Rio da Prata, sendo em 1831 mandado de volta para o Rio de Janeiro.

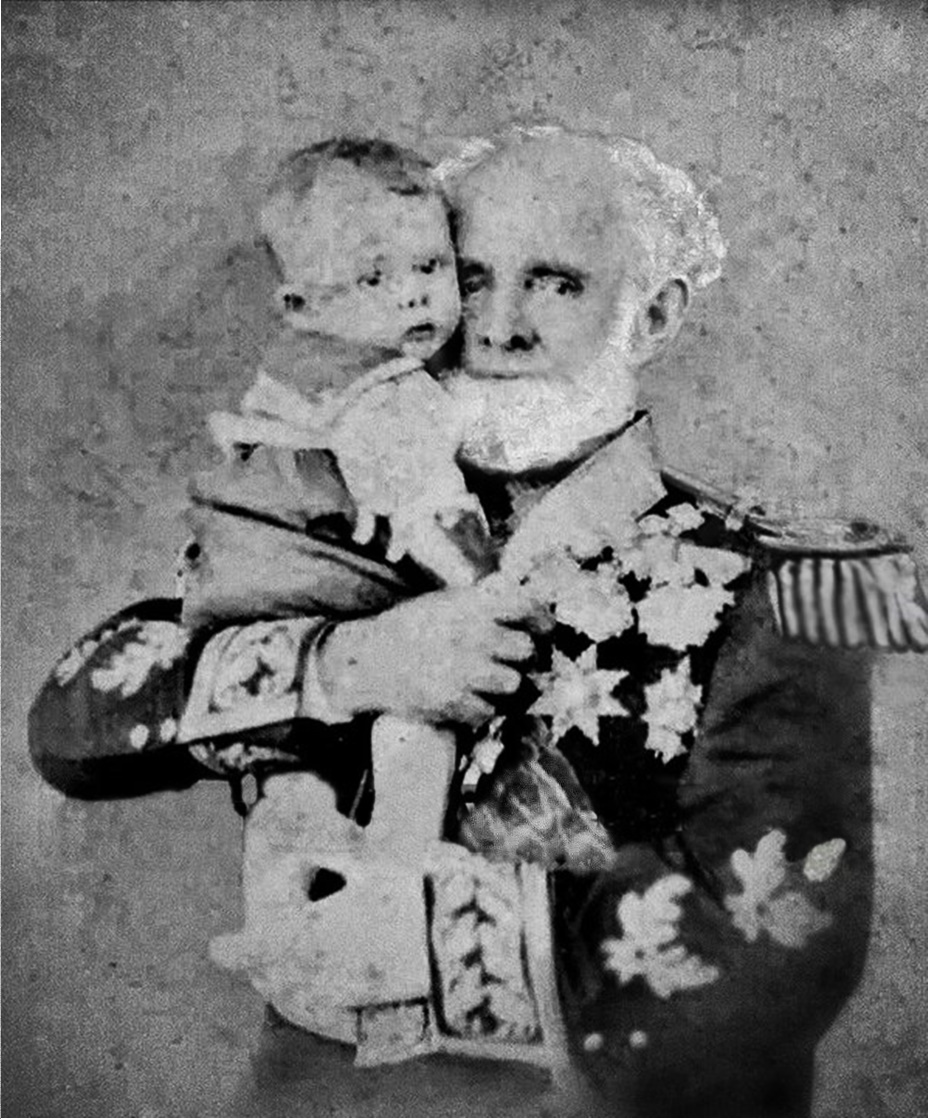
Marquês de Tamandaré, Joaquim Marques Lisboa, almirante da Armada Imperial do Brasil e patrono da Marinha do Brasil. Coleção Raphael S. Melhado Vibancos Lisboa.

### Guerras e movimentos separatistas
Desde a abdicação do Imperador D. Pedro I, em 1831, em nome de seu filho, dedicou-se constantemente a combater os focos revoltosos por todo o país, indo de norte a sul. Ainda em 1831, combateu no Nordeste, em Pernambuco e no Ceará, e também no Pará, na região Norte. Em abril de 1833, doente, desembarcou da Rio da Prata, baixando à enfermaria do Arsenal de Marinha, em Salvador, de onde retornaria ao Rio de Janeiro. Foi nomeado para comandar o brigue Cacique em fevereiro de 18, do qual solicitou exoneração em julho de 1834. Após servir na corveta Príncipe Imperial, em abril de 1835, foi novamente nomeado comandante do brigue Cacique, assumindo sua proa em Belém, para onde se deslocou na fragata Campista, a fim de combater na Cabanagem. Lá participou do bloqueio à capital paraense, que se encontrava dominada pelos revolucionários. Em 22 de outubro de 1836, foi promovido a capitão-tenente. Deixou o comando do brigue Cacique em julho de 1837, por se encontrar doente, partindo para o Rio de Janeiro a fim de tratar-se, não sem antes, quando de sua passagem pela Bahia, combater outro foco rebelde, a Sabinada. Em maio de 1838, foi nomeado para servir na flotilha que combatia, no Rio Grande do Sul, os Farrapos. A fim de evitar que os rebeldes da Farroupilha recebessem recursos do exterior, foi, em março de 1839, nomeado para comandar o brigue-barca 29 de Agosto, que fazia parte das forças navais em Montevidéu. Retornando ao Rio de Janeiro em agosto de 1839, assumiu o comando do brigue 3 de Maio e partiu para combater, no Maranhão, outro foco de insurreição, a Balaiada. A 15 de maio de 1840, foi promovido a capitão de fragata e, em outubro de 1842, nomeado para embarcar na fragata Constituição, capitânia da divisão que foi a Nápoles, com a finalidade de conduzir ao Brasil a Imperatriz D. Tereza Cristina.

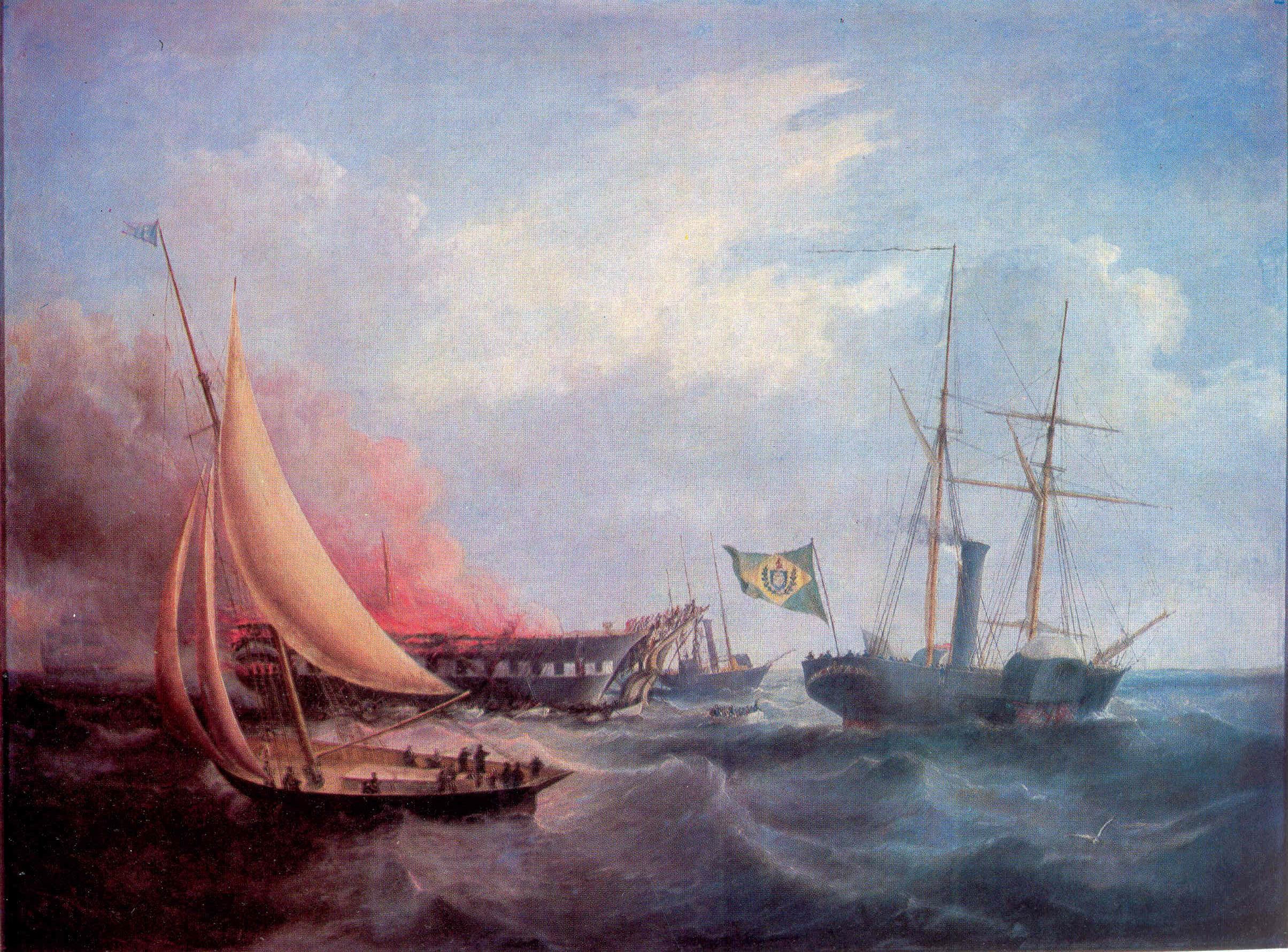
Salvamento da Ocean Monarch.

Marques Lisboa passou então por vários comandos. Em 21 de outubro de 1843 foi nomeado para comandar a corveta Bertioga; a 20 de setembro de 1844, passou a comandante da corveta 2 de Julho, saindo de Montevidéu em direção ao Rio de Janeiro, onde chegou a 5 de novembro. Vinte dias mais tarde, assumiu o comando da Divisão Naval do Centro, comandando a corveta Dona Januária e depois a corveta D. Francisca. A 2 de outubro, foi exonerado do comando devido à abolição desta unidade. Enquanto permaneceu na província, concebeu um mapa hidrográfico da Baía de Todos os Santos, tendo sido elogiado pelos seus superiores. Em 14 de novembro, foi nomeado oficial da Ordem da Rosa.
Em 1847, foi promovido a capitão de mar e guerra graduado e, em novembro do mesmo ano, foi nomeado para comandar o vapor Dom Afonso, em construção na Grã-Bretanha. Mesmo tendo a bordo o príncipe de Joinville, Francisco Fernando de Orléans, os duques de Aumale e o chefe da esquadra, Almirante John Pascoe Grenfell, em agosto de 1848, lançou-se ao resgate da barca Ocean Monarch, que carregava imigrantes de Liverpool para Boston e que se incendiara próximo ao porto, resgatando 156 pessoas. Devido a este ato, viria a ser condecorado com uma medalha alusiva ao acontecimento. Mais tarde, seria também condecorado com o Colar da Ordem da Rosa, insígnia correspondente ao grau mais elevado daquela ordem, tendo somente o Imperador, o Duque de Caxias e o Marquês de Tamandaré sido agraciados com o referido colar.
Ainda como forma de agradecimento pelo Ocean Monarch, o governo britânico ofereceu a Marques Lisboa um cronômetro de ouro cravejado de brilhantes, com a seguinte inscrição: 
| “ | \| Presented by the British Governmente to Captain Joaquim Marques Lisboa, of the steam frigate Affonso of the Brazilian imperial navy, in testimony of their admiration of the gallantry and humanity displayed by him in rescuing many British subjects from the burning wreck of the ship Ocean Monarch - August - 1848 \| ("Presenteado pelo Governo Britânico ao Capitão Joaquim Marques Lisboa, da fragata Affonso da Marinha Imperial Brasileira, em testemunho pela admiração da galantaria e humanidade demonstrada por ele no resgate de muitos britânicos dos destroços em chamas daquilo que restava do navio Ocean Monarch - Agosto - 1848.")[45] \| | ” |
| Presented by the British Governmente to Captain Joaquim Marques Lisboa, of the steam frigate Affonso of the Brazilian imperial navy, in testimony of their admiration of the gallantry and humanity displayed by him in rescuing many British subjects from the burning wreck of the ship Ocean Monarch - August - 1848 | ("Presenteado pelo Governo Britânico ao Capitão Joaquim Marques Lisboa, da fragata Affonso da Marinha Imperial Brasileira, em testemunho pela admiração da galantaria e humanidade demonstrada por ele no resgate de muitos britânicos dos destroços em chamas daquilo que restava do navio Ocean Monarch - Agosto - 1848.") |   |

No ano seguinte, recebeu autorização para aceitar o presente. Foi promovido a capitão de mar e guerra, em 14 de março de 1849. Em 6 de março de 1850, ao regressar de Pernambuco, onde havia acabado de combater a Revolta Praieira, a bordo do Dom Afonso, socorreu a nau Vasco da Gama, que, após uma forte tempestade na região do Rio de Janeiro, perdeu seu mastro, o que a deixou ao sabor da tempestade. Devido às complicações do momento, Joaquim Marques Lisboa não conseguiu abordar a nau de imediato, mas iria permanecer durante toda a noite nas proximidades, esperando uma oportunidade para socorrer a embarcação, o que conseguiu ao raiar do dia seguinte. Em reconhecimento por seu esforço, a colônia portuguesa no Rio de Janeiro presenteou-o com uma espada de ouro, adquirida por subscrição.

### Aproximação com a família imperial

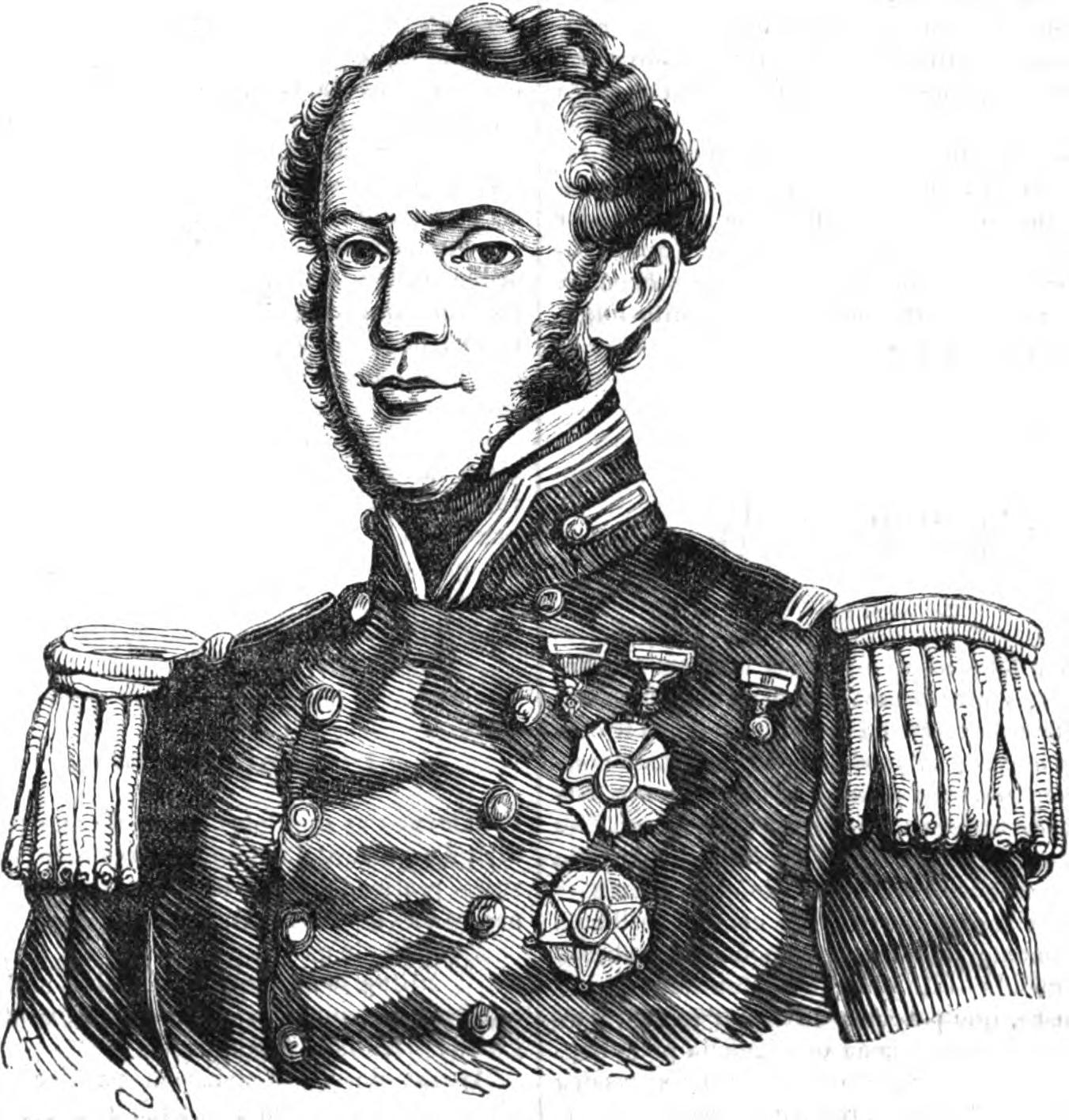
Joaquim Marques Lisboa (Revista Popular, 1850).

Em 1852, foi promovido ao posto de chefe de divisão, correspondente a comodoro em outras marinhas e, em 1854, a chefe de esquadra, correspondente atualmente a contra-almirante. Entre setembro de 1852 e novembro de 1854, exerceu a Capitania dos Portos da Corte e Província do Rio de Janeiro. Promovido a vice-almirante em 1856, nos anos seguintes aproximou-se ainda mais da família real com a nomeação para comandante da divisão responsável pela visita do Imperador ao Nordeste, com a sua indicação para conselheiro de guerra e encarregado do quartel-general da Marinha e, posteriormente, ajudante-de-campo do Imperador.
Em 1857, durante uma permanência na Europa para acompanhar o tratamento de saúde de sua esposa, foi incumbido pelo governo imperial de fiscalizar a construção de duas canhoneiras na França e de oito outras na Grã-Bretanha. Eram navios de propulsão mista vela-vapor, que significavam uma atualização necessária para que a Marinha brasileira continuasse a defender cabalmente os interesses do país. Esses navios atuaram na Guerra do Uruguai e na Guerra do Paraguai. Em setembro de 1859, foi nomeado comandante da divisão que iria acompanhar Suas Majestades Imperiais em visita às províncias do Nordeste, regressando em janeiro de 1860; ainda neste ano, receberia o título de Barão de Tamandaré. Desembarcando, obteve licença para ir à Europa buscar a família. Em janeiro de 1862, foi nomeado ajudante de campo do Imperador.

### Intervenção brasileira no Uruguai

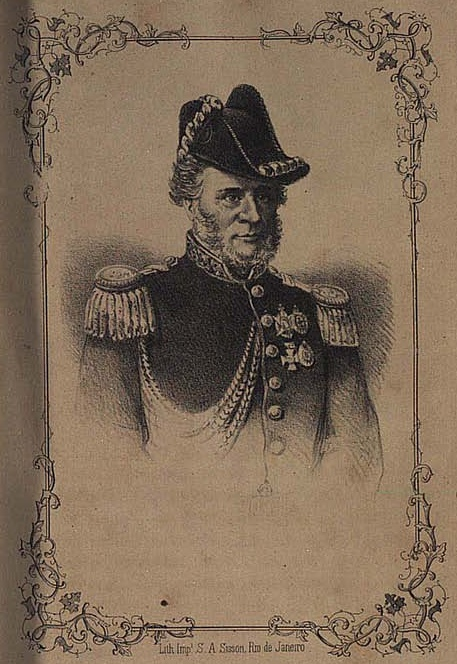
Visconde de Tamandaré (S. A. Sisson).

Acostumado aos problemas bélicos na região do Prata, o almirante foi nomeado, em abril de 1864, comandante em chefe das forças navais brasileiras em operações no rio da Prata, em cujas campanhas contra o Uruguai e contra o Paraguai permaneceria. Nesta questão, que evoluiu para uma intervenção militar brasileira, antes da rendição de Montevidéu, o Almirante liderou os combates em Salto e Paissandu, ocupando-as com tropas brasileiras. Comandou a intervenção brasileira na República Oriental do Uruguai em 1864 e 1865, ano em que foi elevado a Visconde de Tamandaré. A disputa de poder entre os partidos Blanco e Colorado levou a uma desestabilização e à guerra civil no jovem país às margens do Prata. O local havia se tornado um barril de pólvora que explodiu no dia 10 de agosto de 1864. Nesse ano, o Barão de Tamandaré foi designado para um esforço diplomático junto ao Conselheiro José Antônio Saraiva a fim de proteger os interesses do Império e da integridade de seus súditos. Em 11 de agosto, o Conselheiro Saraiva deixou Montevidéu com o fracasso das negociações, permanecendo Tamandaré e sua força naval do rio da Prata para assegurar todo o pacote exigido pelo Imperador. O objetivo de Tamandaré no início do conflito, como foi escrito por ele numa carta dedicada ao Ministro dos Negócios Estrangeiros do Brasil, era exclusivamente obter satisfações do Governo uruguaio pelos agravos sofridos por brasileiros, bem como obter garantias para eles e seus bens.
Em 30 de agosto, as relações foram formalmente rompidas entre Uruguai e Brasil. No dia 7 de setembro, o governo imperial enviou ordens ao Barão de Tamandaré para que três localidades uruguaias fossem ocupadas: Paissandu, Salto e Cerro Largo. Ordenou também que o General Venancio Flores fosse reconhecido como um dos beligerantes. A situação da República Oriental do Uruguai geraria por agravos geopolíticos a chamada Guerra do Paraguai, e a ação de Tamandaré no comando da intervenção brasileira foi eficaz, agindo com a violência necessária, em momento oportuno e cumprindo sua missão, empregando os meios militares que estavam à sua disposição.
Ultimavam-se os preparativos para o que viria a ser o maior dos confrontos em que o Brasil se envolveu à época: a Guerra da Tríplice Aliança contra o governo do Paraguai. Sua participação inicial no conflito foi de extrema importância para o aprovisionamento das forças brasileiras, ainda mais numa relação em que o Brasil e o Paraguai possuíam grande desconhecimento entre suas ações políticas e forças militares, e ele fez isso por meio da legação imperial em Assumpção. Contudo, a resposta do ministro que lá estava destacado ajudou a que fosse feita uma falsa apreciação das forças e reservas do inimigo e, por conseguinte, a formulação de um plano extremamente otimista.

### Guerra do Paraguai
O Paraguai havia acabado de reformar suas fortificações sob supervisão de oficiais estrangeiros do mais alto gabarito, reformas estas que permitiram comparações com as mais notáveis fortificações do mundo, como, por exemplo, Sebastopol, Gibraltar e Richmond. O Almirante Tamandaré tomou medidas no que dizia respeito a sua posição, as suas forças e ao meio envolvente, e enviou cartas ao presidente da Província do Mato Grosso para alertá-lo das intenções paraguaias para deflagrar o conflito. Depois de várias comunicações e jogos políticos e diplomáticos entre as várias forças e os vários governos, o governo do Brasil ordenou o bloqueio dos portos paraguaios no Rio Paraná, a fim de sufocar aquela República e permitir o apoio às forças do Exército. Tamandaré, prevendo os agraves dos acontecimentos durante o conflito, solicitava reforços e recursos através das suas comunicações.

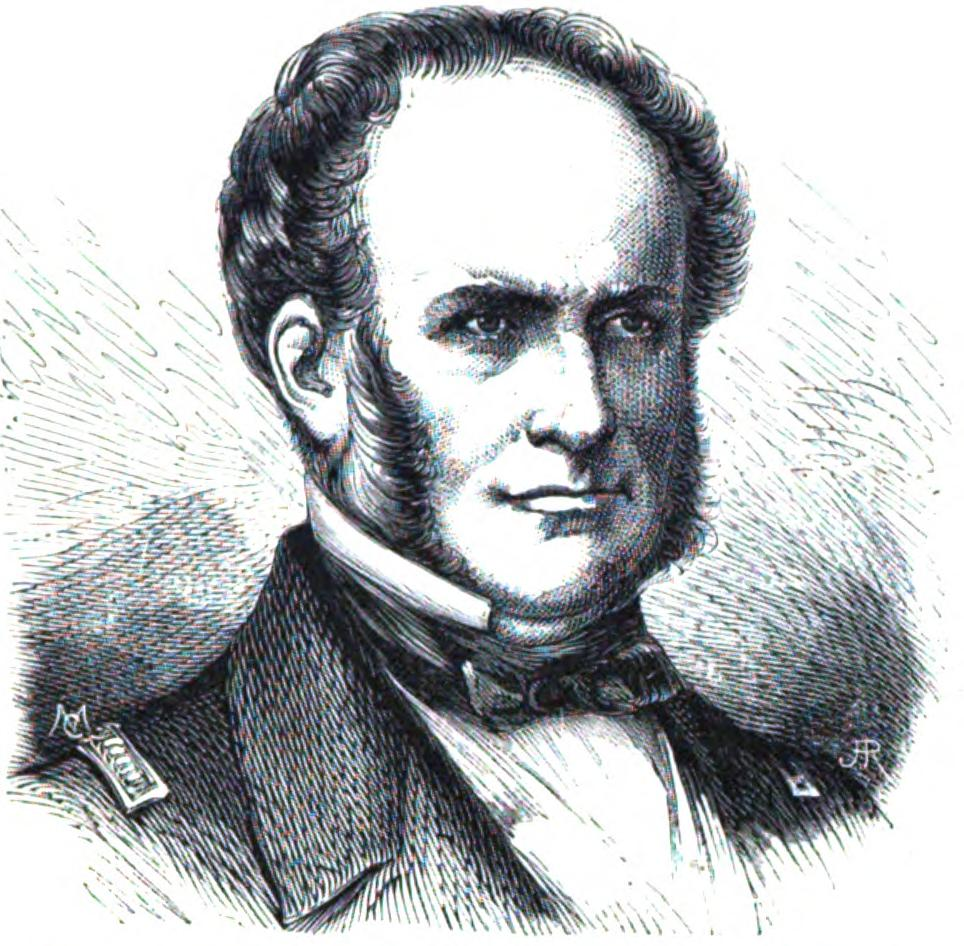
O Visconde de Tamandaré, vice-almirante da esquadra brasileira.

A investida de Solano López sobre os territórios da Província de Corrientes na Argentina facilitou o convencimento por parte de Tamandaré e dos líderes daquelas repúblicas da necessidade de se combater o Paraguai, mas mesmo esse ato de ultraje nacional para a República Argentina não a fez apoiar diretamente o Brasil. Em contraposição, Flores no Uruguai fez questão de reforçar seu apoio a qualquer partido que o Império do Brasil tomasse. Apesar de todo o panorama político, em 19 de maio de 1865 foi firmado o Tratado da Tríplice Aliança, assegurando cooperação mútua entre o Uruguai, Argentina e Brasil enquanto durasse o conflito com a potência agressora, o Paraguai. Coube ao Almirante Joaquim Marques Lisboa o comando das Forças Navais do Brasil em operações de guerra contra o governo do Paraguai. A Marinha do Brasil representava praticamente a totalidade do poder naval presente no teatro de operações. O Comando Geral dos Exércitos Aliados era exercido pelo presidente da República da Argentina, General Bartolomeu Mitre. As forças navais do Brasil não estavam subordinadas a ele, de acordo com o Tratado da Tríplice Aliança. A estratégia naval adotada pelos aliados foi a do bloqueio. Os rios Paraná e Paraguai eram as artérias de comunicação com o Paraguai. As forças navais do Brasil foram organizadas em três divisões — uma permaneceu no Rio da Prata e as outras duas subiram o Rio Paraná para efetivar o bloqueio. No dia 11 de junho de 1865, nas águas do Rio Paraná, próximo à confluência do Riachuelo, travou-se o sangrento combate que recebeu o nome do pequeno afluente.
A esquadra brasileira, sob o comando do chefe de divisão Francisco Manuel Barroso da Silva (depois Barão do Amazonas), bateu-se valentemente contra os navios da esquadra paraguaia durante todo o decorrer do dia, às ordens do Comandante Mezza. Vários destes foram postos a pique, conseguindo uns poucos escapar seriamente avariados. No decorrer da luta, no capitânia de Barroso — Fragata Amazonas — foram içados numerosos sinais transmitindo ordens aos demais comandantes brasileiros. Dois deles, conhecidos como Sinais de Barroso, ficaram especialmente célebres: 779- "O Brasil espera que cada um cumpra o seu dever"; 10- "Sustentar o fogo que a vitória é nossa".
Após a Batalha do Riachuelo, o número de ex-combatentes inválidos chegados à capital foi tomando proporções alarmantes, surgindo assim a necessidade de criação de um asilo para tratá-los. Sua esposa, Viscondessa de Tamandaré, apesar da situação que o país atravessava, lembrou-se de organizar leilões de prendas obtidas das famílias de suas relações, como também do comércio e de muitas outras pessoas que se dispusessem a ajudá-la nesse patriótico fim. O primeiro leilão foi um sucesso, incentivando-a a continuar a juntar os fundos necessários. Um fato interessante é que uma jovem vinda do Piauí, alistada no Batalhão de Voluntários da Pátria, queria seguir o exemplo de Maria Quitéria e lutar por seu país. Chamava-se Jovita Alves Feitosa e foi importante ajudante da Viscondessa, além de ter sido voluntária da pátria.
Em 1866, os brasileiros continuariam em seu avanço pelo território paraguaio, obtendo vitórias em Passo da Pátria, Tuiuti e Curuzu. Diante de uma série de contrariedades, em agosto de 1866, Tamandaré, por razões médicas e políticas, pediu seu afastamento do cargo, sendo substituído pelo Almirante Joaquim José Inácio, mais tarde Visconde de Inhaúma. Nessa época, Tamandaré foi criticado pela falta de iniciativa e constante inércia da Marinha no conflito. Seu subordinado, Almirante Barroso, comandante da frota brasileira, era conhecido pela extrema cautela, resultando em vagarosos avanços da esquadra. Apesar da vitória em Riachuelo, Tamandaré foi repreendido por estar longe do combate, em Buenos Aires. No final de 1866, deixou, a pedido, o comando da esquadra em operações no Paraguai.

## Últimos anos

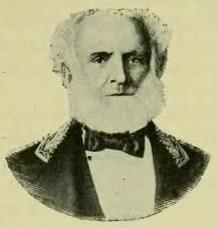
Almirante Joaquim Marques Lisboa, o Marquês de Tamandaré.

Em 1867, já fora da Guerra do Paraguai, foi promovido a almirante no dia 21 de janeiro e nomeado presidente da comissão encarregada de assistir às experiências da corveta Trajano. Ainda em 1867, foi nomeado conselheiro de guerra e membro do Conselho Superior Militar. Em 1869, perderia a sua esposa e assumiria cargos como ajudante de campo do Imperador, gentil-homem da Imperial Câmara, ministro do Supremo Tribunal Militar e membro do Conselho Superior Militar. Em dezembro de 1887, foi elevado a conde de Tamandaré no dia em que completou 80 anos e, no ano seguinte, em maio, foi novamente elevado, desta vez a marquês.

### Proclamação da República
Quando da Proclamação da República do Brasil, em 15 de novembro de 1889, movimento alicerçado no apoio do Exército, o Marquês de Tamandaré manteve-se fiel a Pedro II do Brasil, permanecendo cerca de uma hora a sós com o Imperador, pedindo-lhe permissão para a Armada Imperial debelar o golpe de Estado, o que lhe foi negado. Aos 82 anos de idade, e o último dos grandes militares monarquistas do passado ainda vivo (Duque de Caxias, Marquês do Herval, Almirante Barroso, Marechal Polidoro e todos os demais já haviam falecido), recusou-se a aceitar o fim da Monarquia e permaneceu esperançoso da possibilidade de um contragolpe. Permaneceu ao lado da família imperial até seu embarque definitivo no navio Alagoas para o exílio, mantendo-se fiel à Monarquia até a sua morte.
Entrou para a reforma em 1890, de acordo com decreto de 30 de dezembro de 1889, mas foram mantidas as honrarias inerentes a sua posição. O Almirante voltou sua vida para o convívio familiar e para um verdadeiro retiro em sua residência, dedicando-se a cuidar das suas plantas. Continuou a receber a visita de jovens militares. Numa dessas ocasiões, no dia do seu aniversário, quando completava 85 anos, o Almirante Saldanha da Gama e um grupo de guardas-marinha e aspirantes homenagearam-no com uma pequena lembrança, uma âncora verde, a qual o velho almirante guardaria com carinho. Insatisfeitos com o regime que se implementava no Brasil, certos segmentos da sociedade deflagraram a Revolução Federalista, que se iniciaria no Rio Grande do Sul e se alastraria por Santa Catarina e Paraná; e a Revolta da Armada, iniciada por uma parte dos oficiais da Marinha do Brasil, sob o comando do Almirante Custódio de Melo, no Rio de Janeiro. Tamandaré, mesmo afastado da vida pública, acabaria por sentir os percalços por que passava o país.

### Falecimento e testamento

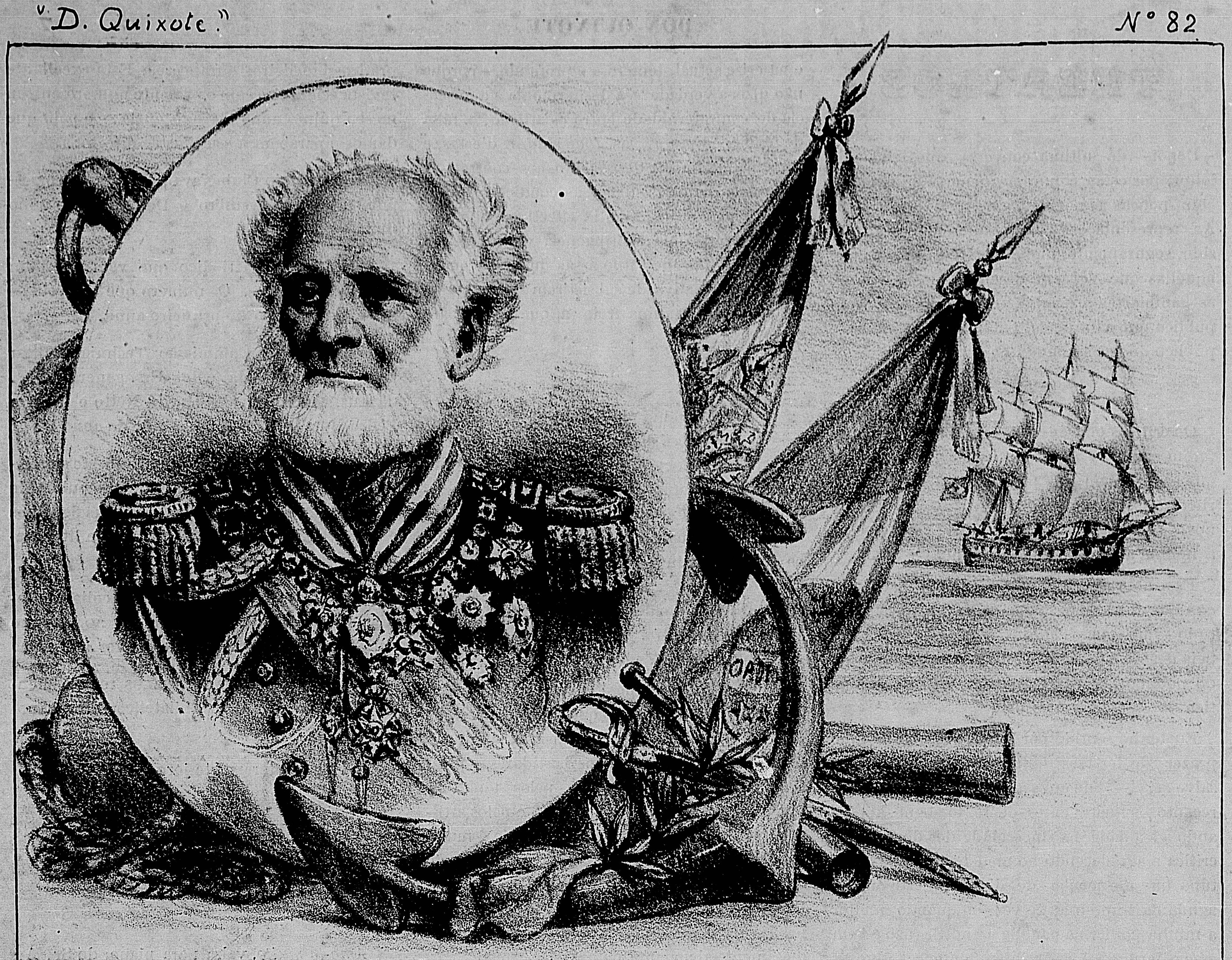
Homenagem póstuma a Joaquim Marques Lisboa, Marquês de Tamandaré, por Angelo Agostini (Don Quixote, nº 82, 1897).

A 20 de março de 1897, faleceria o Marquês de Tamandaré; "a queda do trono, o exílio e a morte do Imperador e da Imperatriz, o eco dos últimos acontecimentos da Revolta da Armada" teriam trazido certas amarguras e uma certa "melancolia, enternecida de saudade e veneração pelas cinzas sagradas de tantos amigos e, pelos que, longe da terra brasileira, no fundo ainda estavam no Brasil ". Gustavo Barroso, um de seus biógrafos, destacava que a trivial notícia do enterro do Almirante era significativa, chamando atenção para a pobreza e a simplicidade "daquele varão espartano que vivera e morrera tão modestamente, levando para o túmulo, como símbolo, não a espada com que combateu, porém a âncora com que salvara os navios". Ao ressaltar que as maiores autoridades de então não compareceram pessoalmente ao seu funeral e sim se fizeram representar, Gustavo Barroso lembrava que essa ausência teria compensação nas manifestações populares, ressaltando que o povo "encheu todas as ruas por onde seguiu o préstito rumo à necrópole", todos em "profundo e comovido silêncio, cabeças descobertas, olhos pregados no chão". Diante dessa cena, o acadêmico destacava o ato fúnebre como "verdadeira apoteose", representada pelo "sagrado recolhimento" e pela "compunção popular", que seriam ainda mais representativos "por sua espontaneidade".
No seu testamento, Tamandaré falaria sobre a maneira como queria ser tratado após a morte; "Não quero, pois, que por minha morte se me prestem honras militares, tanto em casa como em acompanhamento para a sepultura", uma postura face ao que considerava ter sido um tratamento injusto por parte da República do Brasil face ao falecimento do último imperador do Brasil, homem ao qual ele serviu ao longo da sua vida. Pediria ainda que "como homenagem à Marinha, minha dileta carreira, em que tive a fortuna de servir à minha Pátria e prestar alguns serviços à humanidade […] sobre a pedra que cobrir minha sepultura se escreva: aqui jaz o velho marinheiro".

### Traslado dos restos mortais

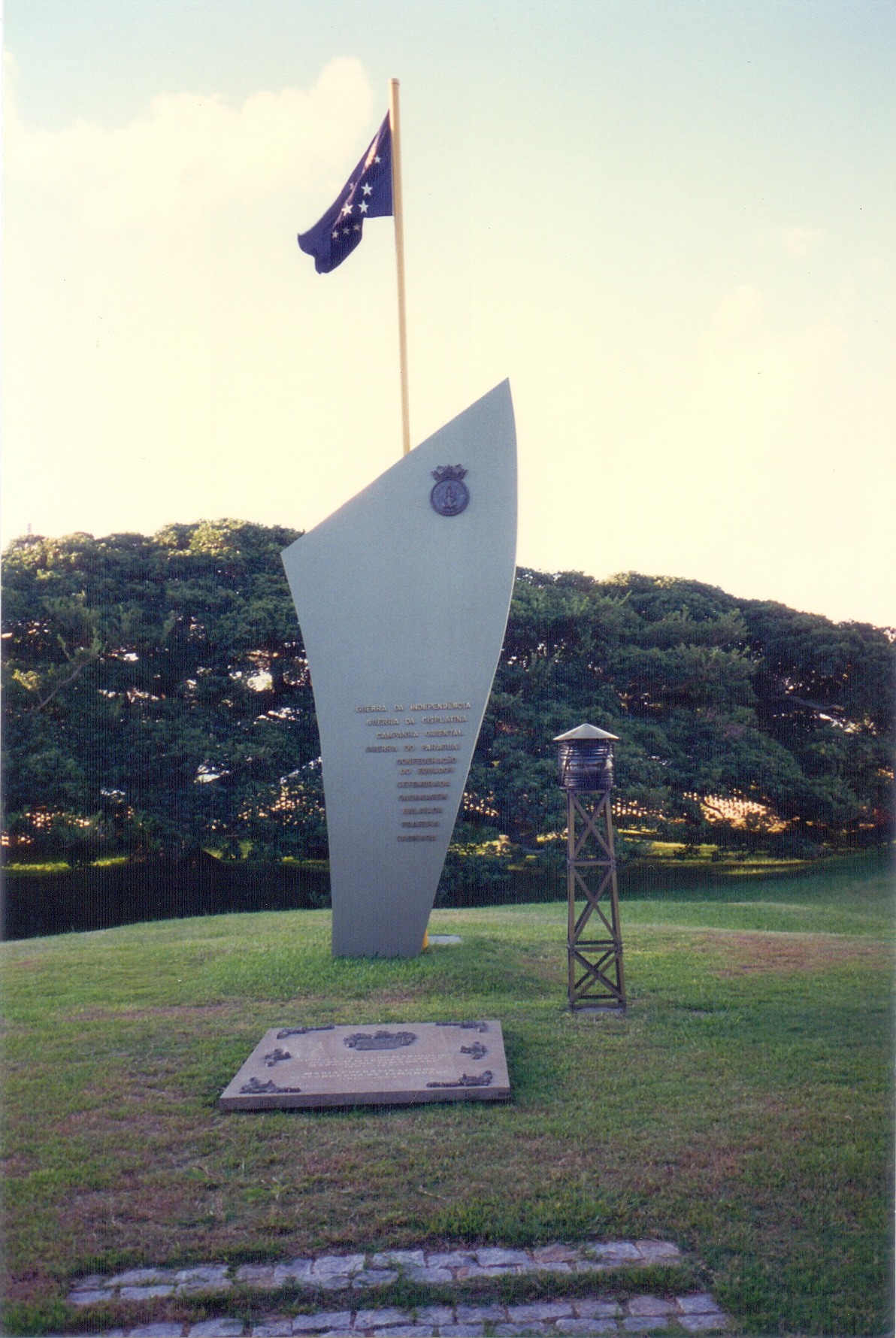
Tamandaré, Rio Grande.

Cumprindo o desejo expresso pelo Almirante Joaquim Marques Lisboa em seu testamento, jazem, desde o dia 17 de dezembro de 1994, em solo da cidade de Rio Grande (RS), seus restos mortais e os de sua esposa. Na tarde do dia 10 de dezembro, teve início a cerimônia do traslado, que revestiu-se do cerimonial devido ao Patrono da Marinha do Brasil. Retiradas as urnas do Monumento Almirante Tamandaré, na Praia de Botafogo, na cidade do Rio de Janeiro, foram cobertas com a bandeira do Império, atendendo a um pedido que fizera à sua filha Maria Eufrásia. "Quero ir coberto com a bandeira que defendi em toda a minha vida".
As urnas foram conduzidas pela fragata Niterói, por levar esse nome o primeiro navio da Marinha em que ele embarcou, escoltada pela corveta Inhaúma e pelo contratorpedeiro Espírito Santo, com escalas nos portos de Santos, Paranaguá, Itajaí e São José do Norte, onde foram alvo de homenagens das autoridades locais. A fragata Niterói aportou às 17 horas do dia 16 de dezembro em Rio Grande, no Estado da federação onde nasceu. As urnas permaneceram em vigília pública até às 10 horas do dia seguinte, quando foram conduzidas em cortejo até o panteão construído no 5.º Distrito Naval.

## Progressão na carreira
Ao longo dos 66 anos, 10 meses e 16 dias de serviço efetivo, Joaquim Marques Lisboa passou de voluntário a almirante da Marinha do Brasil, tendo passado pela seguinte progressão de carreira:
- Voluntário — 4 de março de 1823;
- Segundo-tenente de Comissão — 2 de dezembro de 1825;
- Segundo-tenente — 22 de janeiro de 1826;
- Primeiro-tenente — 12 de outubro de 1827;
- Capitão-tenente — 22 de outubro de 1836;
- Capitão de Fragata — 15 de maio de 1840;
- Capitão de Mar e Guerra Graduado — 14 de março de 1847;
- Capitão de Mar e Guerra — 14 de março de 1849;
- Chefe de Divisão — 3 de março de 1852;
- Chefe de Esquadra — 2 de dezembro de 1854;
- Vice-almirante — 2 de dezembro de 1856;
- Almirante — 21 de janeiro de 1867.[nota 1]

## Nobreza e honras

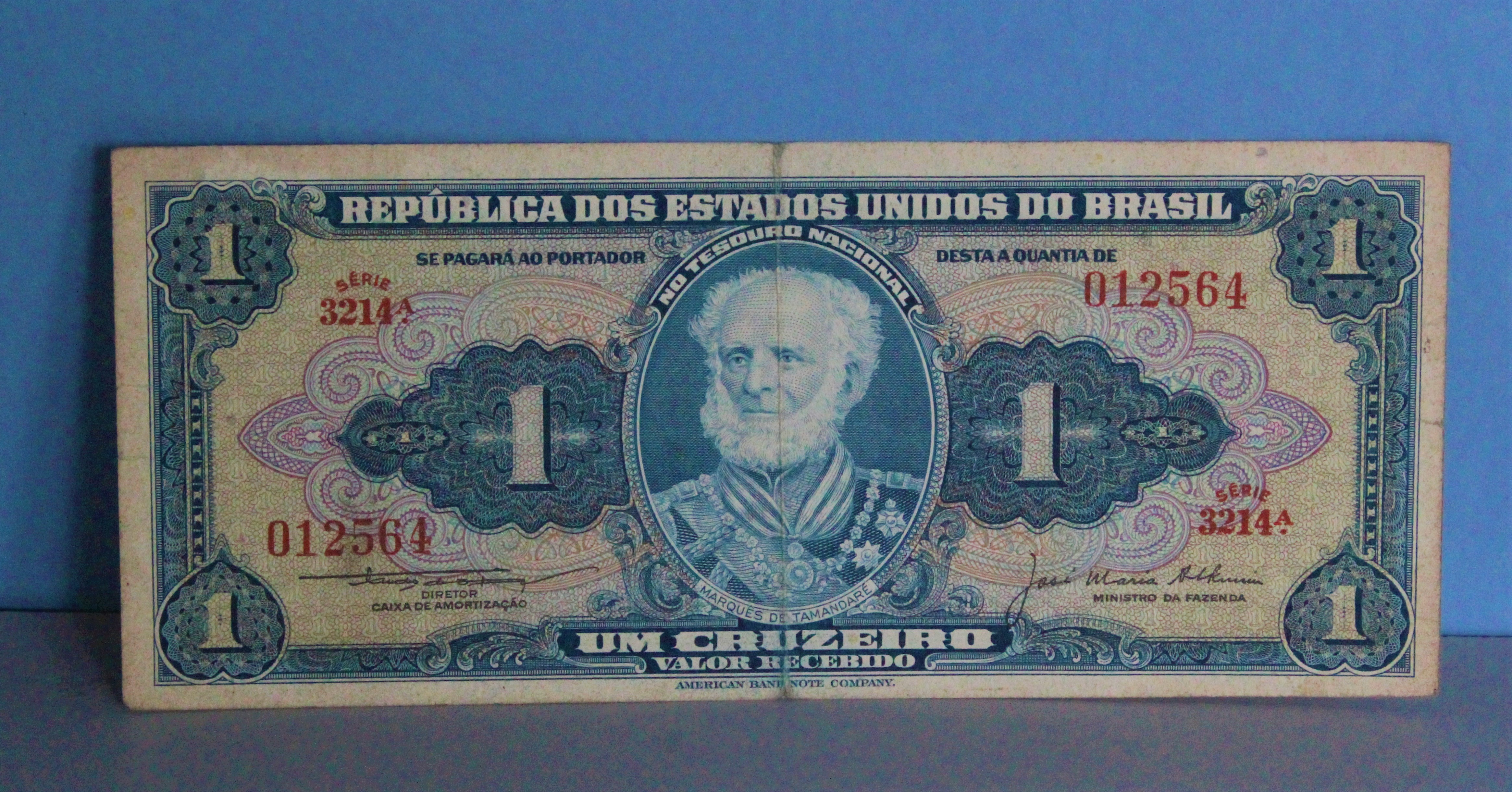
Efígie da cédula de um cruzeiro de 1942.

Pelos elevados serviços prestados ao império, foi agraciado com os títulos de Barão com grandeza em 14 de março de 1860, Visconde com grandeza em 18 de fevereiro de 1865, Conde em 13 de dezembro de 1887 e Marquês de Tamandaré em 16 de maio de 1888, tendo sido o primeiro oficial da Armada a ganhar um título de nobreza. D. Pedro II escolheu o nome Tamandaré em honra da praia pernambucana onde esteve de passagem com o futuro Almirante, que pediu ao Imperador o favor de recolher os despojos de seu irmão Manoel Marques Lisboa, enterrado no cemitério daquela localidade.
Em 20 de agosto de 1957, foi criada, por decreto, a Medalha Mérito Tamandaré, usada para agraciar personalidades individuais ou coletivas, militares ou civis, que tenham prestado serviços relevantes na divulgação e no fortalecimento das tradições da Marinha do Brasil. Em diversos locais do Brasil, também foram erguidos monumentos em sua honra, como o existente no início da Praia de Botafogo e o do Parque Ibirapuera, em São Paulo. No dia do seu nascimento, 13 de dezembro, comemora-se o Dia do Marinheiro. Seu nome foi incluído no Livro dos Heróis da Pátria em 13 de dezembro de 2004.

## Navios com o seu nome

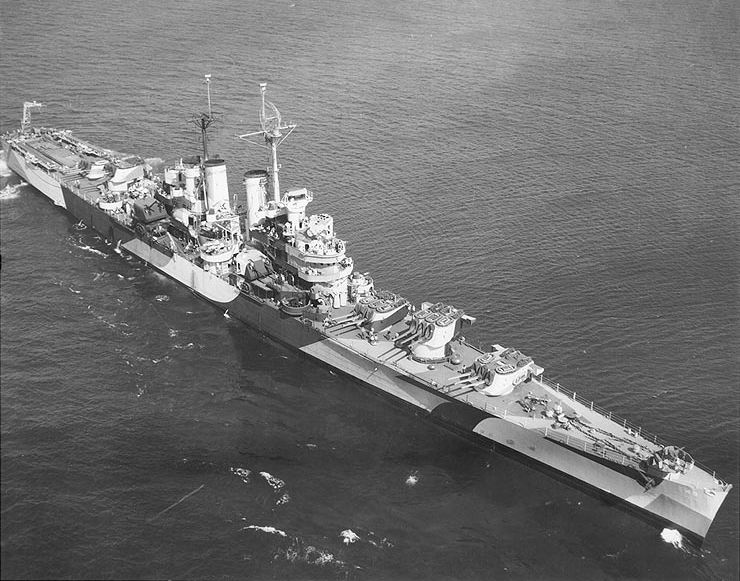
Cruzador Tamandaré, o último navio em serviço à Marinha que ostentou o nome do seu patrono.

Ao longo do tempo, a Marinha do Brasil, em homenagem ao seu patrono, batizou vários navios com o nome de Tamandaré:
- Encouraçado Tamandaré: construído no Arsenal de Marinha da Corte e incorporado à Armada Imperial em 1865. Foi o primeiro navio encouraçado construído no Brasil. Desempenhou papel importante operando no Rio Paraguai, na Guerra da Tríplice Aliança;[6][84]
- Cruzador Protegido Almirante Tamandaré: navio de propulsão mista, construído no Arsenal de Marinha do Rio de Janeiro, sob plano do Engenheiro Naval João Cândido Brasil. Foi incorporado à Armada em 1891, com baixa do serviço em 1915. Foi o maior navio de guerra até hoje construído no Brasil, com um deslocamento de 4 500 toneladas;[84]
- Cruzador Ligeiro Tamandaré: construído nos Estados Unidos em 1938, participou da Segunda Guerra Mundial, servindo à marinha norte-americana com o nome de Saint Louis. Transferido para a Marinha do Brasil com base na Lei de Assistência Mútua (norte-americana), foi incorporado à Armada em 1951, e teve baixa do serviço ativo em 1976.
- A Classe Tamandaré, primeiro dos quatro navios-escolta desse porte que serão incorporados à frota da Marinha do Brasil nos próximos anos, foi lançada nesta sexta-feira 9 de agosto de 2024. A cerimônia ocorreu em Itajaí, Santa Catarina, e contou com a presença do presidente Luiz Inácio Lula da Silva. A construção das fragatas Classe Tamandaré teve início em setembro de 2022, no Thyssenkrupp Estaleiro Brasil Sul, em Itajaí. Segundo o presidente, o programa tem grande participação da indústria nacional, envolve transferência de tecnologia, geração de oito mil empregos diretos e diretos, aumento da arrecadação fiscal nos três níveis executivos e o fortalecimento do núcleo do poder naval para defesa da pátria. Texto cedido grátis https://agenciabrasil.ebc.com.br/ para mais informações acompanhe o [84]

Em 2020, a Marinha do Brasil formalizou um contrato para a construção de uma nova classe, que verá a construção de quatro fragatas. Esta nova classe, batizada como Classe Tamandaré, terá como primeiro navio a fragata Tamandaré, cuja entrega está prevista para 2024.

## Memória do Mundo da UNESCO
O Arquivo da Marinha possui no seu acervo uma coleção catalogada de aproximadamente 1500 documentos de sua correspondência, denominada "Arquivo Tamandaré", que consiste num fundo de 1492 documentos divididos em 17 livros, sendo uma rica fonte de material histórico sobre o Patrono da Marinha do Brasil. O início da coleta se deu em 1949, quando a Marinha anunciou a compra de documentos e objetos pelo então Ministério da Marinha, junto a Leon Victor Louis Robichez, viúvo de Luiza Marques Lisboa Robichez, neta do Marquês de Tamandaré; entre eles 153 ofícios do Ministro da Marinha da Guerra do Paraguai, o Encalhe do Jequitinhonha, diplomas de promoções e nomeações de Joaquim Marques Lisboa, entre outros inúmeros documentos de valor incalculável para a Marinha e para a História do Brasil.
Esses documentos, muito importantes para a historiografia naval e brasileira, foram apresentados em 2010 pela Diretoria do Patrimônio Histórico e Documentação da Marinha à Mesa Diretora do Comitê da Memória do Mundo da UNESCO e por ela nominados como "Memória do Mundo-Brasil".

### Obras e documentos
- «A importância do Mar na História do Brasil» (PDF). 2006. Consultado em 8 de agosto de 2021
- Almeida, Francisco (2007). «A formação do herói» (PDF). Revista Navigator. Consultado em 8 de agosto de 2021
- Alves, Francisco das Neves (2007). «O bicentenário do Almirante Tamandaré: o homem, o cidadão, o militar e sua conjuntura histórica». Caderno de História Memorial do Rio Grande do Sul. Consultado em 8 de agosto de 2021
- Amorim, Paulo (2007). «Tamandaré, Caxias e Osório» (PDF). Revista Navigator. Consultado em 8 de agosto de 2021
- Bittencourt, Armando (2007). «O Almirante O Almirante Tamandaré na Campanha Oriental» (PDF). Revista Navigator. Consultado em 8 de agosto de 2021
- Boiteux, Henrique (1927). «A República Catharinense - Notas para a sua história.». Rio de Janeiro
- Calmon, Pedro (1975). A Vida de D. Pedro II, o Rei Filósofo. Rio de Janeiro: Bibliex
- Doratioto, Francisco (2002). Maldita Guerra: Nova História da Guerra do Paraguai. São Paulo, SP: Companhia das Letras. ISBN 978-85-359-0224-2
- Calmon, Pedro (1975). «História de D. Pedro II»
- Duarte, Renato (2013). «A patrimonialização do arquivo pessoal: Análise dos Registros Memória do Mundo do Brasil, da UNESCO.» (PDF). Consultado em 19 de dezembro de 2020
- Frota, Guilherme (2007). «O Despertar» (PDF). Revista Navigator. Consultado em 8 de agosto de 2021
- Gama, Edina (2007). «Arquivo Tamandaré: o espelho de uma carreira» (PDF). Revista Navigator. Consultado em 8 de agosto de 2021
- Gama, Edina Laura Nogueira da (2011). «Arquivo do Almirante Tamandaré: um caminhar pela história naval brasileira». Anais do XXVI Simpósio Nacional de História
- Gonçalves, Leandro (2018). «Da Batalha de Curuzu à queda de Humaitá (1866-1868): questões táticas» (PDF)
- Guedes, Max (1973). Sesquicentenário da entrada de Tamandaré para o serviço naval. Rio de Janeiro: Serviço de Documentação Geral da Marinha
- Guimarães, Jacir (1995). Aqui jaz o velho marinheiro. Rio de Janeiro: Revista Marítima Brasileira
- Jaceguai, Artur (2011). Reminiscências da guerra do Paraguai. Brasília: Senado Federal. ISBN 978-85-7018-346-0
- «Liga e Progresso (PI) - 1862 a 1865 - DocReader Web». memoria.bn.br. Consultado em 19 de dezembro de 2020
- Lima, José (1982). Marquês de Tamandaré, Patrono da Marinha (Seu Perfil Histórico). Rio de Janeiro: Serviço de Documentação da Marinha
- Maia, Prado (1965). «A Marinha de Guerra do Brasil na Colônia e no Império (tentativa de reconstituição histórica)». Rio de Janeiro
- Montenegro, José (1898). O Marquês de Tamandaré. In: Almanaque Literário e Estatístico do Rio Grande do Sul para 1899. Rio Grande: Livraria Americana
- Nascimento, Luiz (2016). «A NORMANDIA SUL-AMERICANA: ASPECTOS NAVAIS POR OCASIÃO DO 150º ANIVERSÁRIO DA TRAVESSIA ALIADA NO PASSO DA PÁTRIA» (PDF). ISNHM - I SIMPÓSIO NACIONAL DE HISTÓRIA MILITAR. Consultado em 8 de agosto de 2021
- Parente, Paulo (2007). «O Almirante Tamandaré através da Revista Marítima Brasileira» (PDF). Revista Navigator. Consultado em 8 de agosto de 2021
- Porto-Alegre, Achylles (1917). Homens Illustres do Rio Grande do Sul. Porto Alegre: Livraria Selbach
- «Registro Nacional do Brasil do Programa Memória do Mundo da Unesco». mow.arquivonacional.gov.br. Consultado em 23 de maio de 2019
- «Revista Marítima Brasileira do DPHDM» (PDF). Rio de Janeiro: DIRETORIA DO PATRIMÔNIO HISTÓRICO E DOCUMENTAÇÃO DA MARINHA. Revista Marítima Brasileira. 2012. Consultado em 8 de agosto de 2021
- Sanches, Marcos (2007). «Um militar do Império» (PDF). Revista Navigator. Consultado em 8 de agosto de 2021
- «Testamento do Marquês de Tamandaré» (PDF). Marinha do Brasil. Consultado em 19 de dezembro de 2020
- Thompson, George (1869). The War in Paraguay: With a Historical Sketch of the Country and Its People and Notes Upon the Military Engineering of the War. Londres: Longman's, Green and Co
- Vianna, Hélio (1994). História do Brasil: período colonial, monarquia e república. São Paulo: Editora Melhoramentos
- Vidigal, Armando (2000). «A evolução tecnológica no setor naval na segunda metade do século XIX e as consequências para a Marinha do Brasil»

### Páginas Web
- Alexandre Galante (28 de março de 2019). «Consórcio Águas Azuis é escolhido como fornecedor preferencial para construir as quatro corvetas da Classe Tamandaré». Poder Naval - A informação naval comentada e discutida. Consultado em 19 de dezembro de 2020
- Alexandre Galante (4 de março de 2020). «Marinha compra quatro fragatas por R$ 9,1 bilhões». Poder Naval - A informação naval comentada e discutida. Consultado em 19 de dezembro de 2020
- «Almirante Barroso | DPHDM». www.marinha.mil.br. Consultado em 19 de novembro de 2019
- «Almirante Tamandaré - Biblioteca Digital Nacional». Consultado em 19 de dezembro de 2020
- «Almirante Tamandaré - Patrono da Marinha do Brasil». www.al.sp.gov.brhttps. Consultado em 9 de agosto de 2021
- «Batalha Naval do Riachuelo». Marinha do Brasil. 9 de maio de 2017. Consultado em 16 de maio de 2019
- «Biografia de Tamandaré». eBiografia. Consultado em 17 de novembro de 2019
- «Carreira do Tamandaré | DPHDM». www.marinha.mil.br. Consultado em 19 de dezembro de 2020
- Colaboração para o Bol (4 de julho de 2018). «Panteão da Pátria: os 43 heróis e heroínas do Brasil». BOL. Consultado em 14 de setembro de 2021
- «Guerra do Uruguai: 1864-1865 - Exército Brasileiro - Braço Forte e Mão Amiga». Exército Brasileiro. Consultado em 19 de dezembro de 2020
- «Henrique Marques de Oliveira Lisboa / Biografias / Memória Política de Santa Catarina». memoriapolitica.alesc.sc.gov.br. Consultado em 17 de novembro de 2019
- «Homenagens Iconográficas | DPHDM». www.marinha.mil.br. Consultado em 18 de dezembro de 2020
- «Lisboa, Maria Eufrasia Marques - Acervo Arquivístico da Marinha do Brasil». www.arquivodamarinha.dphdm.mar.mil.br. Consultado em 8 de agosto de 2021
- «Monumento ao Almirante Tamandaré, herói nacional e patrono da Marinha de Guerra do Brasil». www.al.sp.gov.br. Consultado em 18 de dezembro de 2020
- «Navios com o nome Tamandaré | DPHDM». www.marinha.mil.br. Consultado em 17 de novembro de 2019
- «Patrono». Marinha do Brasil. 20 de abril de 2017. Consultado em 19 de dezembro de 2020
- Silva, Daniel. «Independência do Brasil: motivos e o processo». História do Mundo. Consultado em 19 de dezembro de 2020
- Silva, Daniel. «Guerra do Paraguai: causas, estopim e desfecho». História do Mundo. Consultado em 19 de dezembro de 2020
- Alexandre Galante (13 de dezembro de 2021). «13 de dezembro – Dia do Marinheiro». www.naval.com.br. Consultado em 11 de junho de 2022
- Antônio Sérgio Ribeiro (12 de dezembro de 2013). «Almirante Tamandaré - Patrono da Marinha do Brasil». www.al.sp.gov.br. Consultado em 11 de junho de 2022
- «A epopeia da Fragata 'Nictheroy'». https://museudomar.com.br. Consultado em 11 de junho de 2022